# Görtowsee
Der Görtowsee liegt in der Mecklenburgischen Seenplatte und befindet sich etwa 8 Kilometer westlich von Neustrelitz.
Der See gehört zum Neustrelitzer Kleinseenland und ist Teil des Müritz-Nationalparks. Das Ufer ist bewaldet. Die Größe des Sees beträgt in der Länge etwa 1,1 Kilometer und in der Breite bis zu 350 Meter. Der Zufluss befindet sich am Westufer und kommt über die Havel vom Jäthensee. Der Abfluss des Görtowsee befindet sich am südwestlichen Ufer. Hier verbindet die Havel den Görtowsee mit dem Zierzsee und dem Useriner See.